# Keskinen (sjö i Pertunmaa, Södra Savolax)
Keskinen är en sjö i kommunen Pertunmaa i landskapet Södra Savolax i Finland. Sjön ligger 107,2 meter över havet. Den är 10 meter djup. Arean är 1,53 kvadratkilometer och strandlinjen är 9,82 kilometer lång. Sjön  ingår i Kymmene älvs huvudavrinningsområde.   Den ligger omkring 43 kilometer väster om S:t Michel och omkring 170 kilometer nordöst om Helsingfors. 
I sjön finns öarna Saari och Luotokivet. 